# Diacritus aciculatus
Diacritus aciculatus là một loài tò vò trong họ Ichneumonidae.